# Ljubina (Ilijaš, BiH)
Ljubina je naselje u općini Ilijaš, Federacija Bosne i Hercegovine, BiH.
MZ Ljubina formirana je 1982. godine, po odvajanju mjesnog područja Ljubine od MZ Srednje i Solakovića od MZ Taračin Dola, a 1988. godine MZ Taračin Do kompletno se pripaja MZ Ljubina.
MZ Ljubina čine sela i zaseoci: Ljubina, Ulištovići, Pomenovići, Kožlje, Milatovići, Velika Njiva, Vidotina, Osoje, Jasenova Ravan, Podorači, Solakovići, Povoča, Predena Njiva, Vlasenice, Taračin Do, Konovik, Jasike, Vlašići, Tisovik, Kruge, Grad, Kopošići, Višnjica, Donja i Gornja Korita, Čemernica, Čemerno, Han-Karaula i Karačići. 

## Stanovništvo
Prema nezvaničnim podacima iz 1991. godine na području MZ Ljubina, koje je tada obuhvaćalo pet cjelina (mjesnih područja), i to: Ljubinu; Solakoviće; Taračin Do s Višnjicom, Kopošićima i Tisovikom; Korita i Čemernicu s Čemernom, Karačićima i Han-Karaulom, bilo je oko 360 obitelji (166 - hrvatskih, 165 - muslimansko-bošnjačkih i 29 - srpskih).
Najviše je bilo naseljeno naselje Ljubina sa 108 obitelji (89 hrvatskih, 8 - muslimansko-bošnjačkih, 11 - srpskih).
Nacionalni sastav stanovništva 1991. godine, bio je sljedeći:
ukupno: 199
- Hrvati - 168
- Muslimani - 12
- Srbi - 5

- Jugoslaveni - 14